# Línea de Cintura
La Línea de Cintura es un corto pero importante ferrocarril situado en Lisboa, Portugal. Fue creada a finales del siglo XIX y tiene cerca de doce kilómetros en un trazado aproximadamente semicircular, uniendo todas las líneas radiales con término en Lisboa: Cascais, Sur, Sintra/Oeste, Alentejo (prevista para 2013, vía TTT), y Norte — para algunas de las cuales se encuentra dotada de concordancias (en Sete Ríos y Xabregas). Cruza también todas las líneas del Metropolitano de Lisboa, teniendo conexiones de transbordo para cuatro estaciones en tres líneas de esta red (y la previsión de una cuartaOPES).

## Características
Esta línea es principalmente en vía doble, siendo cuádruple entre Sete Ríos y Roma-Areeiro, y única de Campolide A a Alcântara-Terra. Se encuentra electrificada en toda su extensión, con excepción del segmento terminal entre Alcântara-Terra y el Muelle de Alcântara, donde se cruza la Línea de Cascais, que tiene un régimen de eletrificación diferente.

## Historia

### Antecedentes
El antecesor de la Línea de Cintura fue el sistema Larmanjat, que unía, en la década de 1870, varias localidades a Lumiar, en Lisboa; en enero de 1880, fue presentado, en el Parlamento, un plan para la construcción de una conexión ferroviaria entre Lisboa y Pombal, que salía de la Estación de Santa Apolónia y pasaba por el Valle de Chelas y por Torres Vedras. Esta propuesta fue abandonada con la caída del gobierno, pero, el 31 de enero de 1882, fue presentado en un nuevo plan, que unía Alcântara a la Línea del Norte en Alfarelos, con ramales a Sintra y Merceana.

### Planificación y construcción
La Compañía Real de los Caminhos de Ferro Portugueses adquirió, en 1885, los derechos de construcción y gestión de este ferrocarril, y abrió a la circulación el tramo entre Alcântara-Terra y Sintra el 2 de  abril de 1887, y entre Cacém y Torres Vedras el 21 de mayo del mismo año. La vía entre Campolide y Cacém fue duplicada en 1895.
Una circular del 7 de julio de 1886 concedió a la Compañía Real el derecho de construcción de una línea, sin ningún tipo de apoyos del estado, que uniese la Línea del Este, en Xabregas, a la Línea del Oeste, en Benfica; otra circular, publicada el 23 de julio del año siguiente, autorizó que esta línea fuese realizada en vía doble, y que hubiese dos ramales para conexión a la programada Estación Central de Lisboa (futura Estación del Rossio), que sería edificada en el Terreiro del Duque. Deberían ser, igualmente, construidas dos concordancias, una (de Xabregas) entre Chelas y el Poço do Bispo (Braço de Prata), para cerrar la conexión a la Línea del Este, mientras que la otra (más tarde renombrada de Sete Ríos), para la Línea del Oeste, uniría Sete Ríos a Campolide. La línea entre Benfica y Santa Apolónia fue abierta a la explotación el 20 de mayo de 1888, mientras que ambas concordancias solo entraron en servicio el 5 de  septiembre de 1891.
El tramo entre Campolide y Alcântara-Terra pertenecía a la Línea del Oeste antes de la construcción del túnel y estación del Rossio, en 1890; fue designado oficialmente Ramal de Alcântara hasta por lo menos 1988, antes de ser nominalmente integrado en la Línea de Cintura.

### sigloXX
La Línea de Cintura fue beneficiada con la apertura a la explotación de la tracción eléctrica el 28 de abril de 1957.

### sigloXXI
En 5 de septiembre de 2003 fueron abiertas a la explotación la tercera y cuarta vías del tramo entre Entrecampos y Chelas (terminal técnico).

## Explotación comercial
No existe actualmente explotación comercial de la Línea de Cintura mientras que tal cual (estando ahora mismo sin servicio de pasajeros el tramo Alcântara-Terra - Línea de Cascais y la Concordancia de Xabregas contando apenas con una circulación diaria), esta es no obstante una de las arterias ferroviarias portuguesas más usadas, con circulaciones suburbanas (CP-USGL: familias de Sintra y Azambuja, y Fertagus), regionales (líneas del Oeste, Norte, y Sur), Alfa Pendular, Intercidades, y de mercancías.
El apeadero de Entrecampos-Poente es término de algunas circulaciones procedentes de las líneas de Sintra y del Oeste (al igual que el anterior apeadero de 5 de octubre); la vía que lo une a Entrecampos no hace servicio comercial, sirviendo sin embargo a maniobras frecuentes.

## Conexión al Metro
En la Línea de Cintura, junto a la estación de Sete Ríos, se situaba la única conexión (en vía de ancho mixto) entre el sistema ferroviario portugués general (ancho ibérico) y la red del Metro de Lisboa (ancho internacional). Con el cierre del respectivo PMO I (actual terminal de transporte de Sete Ríos) en 2001 esta conexión desapareció, siendo la línea cerrada y la aguja levantada.

## Conexión de Alcântara
El tramo entre Alcântara-Terra y el muelle de Alcântara, con enlaces con la Línea de Cascais (permitiendo los trayectos Alcântara-Terra ⇄ Belém y Alcântara-Mar ⇄ Muelle) no está electrificado, siendo usado apenas por composiciones de mercancías en maniobras, impulsadas por locomotoras diésel.
No hay servicio de pasajeros, estando las estaciones de Alcântara-Terra y Alcântara-Mar ligadas por una paso elevado, el Paso Superior de Alcântara, dotado de escaleras y cintas mecánicas, construido en 1991 y demolido en 2008.